# Olbiogaster texana
Olbiogaster texana is een muggensoort uit de familie van de venstermuggen (Anisopodidae). De wetenschappelijke naam van de soort is voor het eerst geldig gepubliceerd in 1958 door Lane and d'Andretta.